# IC 1919
IC 1919 је елиптична галаксија у сазвјежђу Пећ која се налази на листи објеката дубоког неба у Индекс каталогу.
Деклинација објекта је - 32° 53' 41" а ректасцензија 3h 26m 2,1s. Привидна величина (магнитуда) објекта IC 1919 износи 12,8 а фотографска магнитуда 13,8. Налази се на удаљености од 16,000 милиона парсека од Сунца. IC 1919 је још познат и под ознакама ESO 358-1, MCG -6-8-15, AM 0324-330, FCC 43, PGC 12825.